# Charles-Antoine de Vesc
Charles-Antoine de Vesc, aussi de Vèse et de Vesco, mort en décembre 1551, est un prélat français du XVIe siècle .  

## Biographie
Charles-Antoine de Vesc est le fils de Charles de Vesc de Grimaud et d'Antoinette de Clermont-Lodève, la sœur du cardinal François de Clermont.
Charles-Antoine est grand-chantre à Avignon. En 1520, il est nommé évêque d'Agde, puis de Valence et de Die en 1531 et ensuite de Castres. À Castres, quelques moines refusent de se séculariser de son temps, mais la bulle de  1531 de son prédécesseur est confirmée. Antoine meurt après avoir fait quelques règlements pour son nouveau chapitre, en 1551.